# Кленовський заказник
Кленовський заказник — загальнозоологічний заказник місцевого значення в Україні. Розташований на території Звягельського району Житомирської області, на північ від села Брониця. 
Площа — 296 га, статус отриманий у 1991 році. Перебуває у віданні ДП «Городницьке ЛГ» (Кленівське лісництво, кв. 1, вид. 7, 18-21, 23—25; кв. 2, вид. 14—24; кв. 3, вид. 24—37; кв. 4, кв. 5, вид. 11—19; кв. 6, вид. 27—40). 
Заболочена ділянка в долині річки Зольня.